# Логаритмично диференциране
Логаритмичното диференциране е процес, използван в математическия анализ за намиране на производната на дадена функция f с помощта на нейната логаритмична производна, като се използва зависимостта:
{\displaystyle (\ln f)'={\frac {f'}{f}}\quad \implies \quad f'=f\cdot (\ln f)'.}
Тази техника се прилага обикновено в случаи, в които логаритъмът на дадена функция е по-лесен за диференциране от самата нея, например при функции, съставени от произведението на отделни части, при което логаритмичната трансформация ги превръща в сбор на съответните части, който е много по-лесен за диференциране. Логаритмичното диференциране може да бъде полезно и при функции, повдигнати на степен от променливи или други функции. Методът се основава на верижното правило и на свойството на логаритмите да преобразуват произведения в сборове и частни в изваждания. Той може да се използва, поне частично, за диференциране на почти всяка ненулева диференцируема функция.